# E.G. Records
E.G. Records – była niezależna brytyjska wytwórnia płytowa wytwórnia i jednocześnie firma zajmująca się menedżmentem artystów, założona w 1969 roku przez Davida Enthovena i Johna Gaydona. Nazwę swoją wzięła od inicjałów nazwisk założycieli: Enthoven Gaydon Records. Zakończyła działalność w 1992 roku.

## Historia

### Powstanie i rozwój
E.G. Records założyli w 1969 roku David Enthoven i John Gaydon. Gaydon był wcześniej członkiem zespołu A Band of Angels, a Enthoven jego road menedżerem. Po rozwiązaniu zespołu obaj rozpoczęli pracę w agencji menedżerskiej Noel Gay Artists,, do klientów której należało komediowe trio Giles, Giles and Fripp. Obaj poznali wówczas jego lidera, Roberta Frippa. po czym założyli własną, E.G. Management Ltd. Pierwszym zespołem, z którym podpisali kontrakt, był King Crimson. Obaj poznali jego lidera, Roberta Frippa. W styczniu 1969 roku Fripp zaprosił ich obu do obejrzenia prób swojego nowego zespołu, King Crimson w piwnicy Fulham Palace Café. W ciągu sześciu miesięcy zapewnili oni zespołowi podpisanie kontraktu z wytwórnią Island Records. Tym samym stali się firmą menedżerską, E.G. Management Ltd.. Założyciel Island, Chris Blackwell, podsunął im pomysł zawarcia umowy typu „lease tape”, w myśl której zespół i firma menedżerska płacili za nagrania, które następnie wydzierżawiali Island, jednak prawa do nagrań należały do E.G Management. Wytwórnia Island miała wydać album na całym świecie oprócz Ameryki Północnej, gdzie wydaniem miał się zająć Atlantic Records. Aby zapłacić rachunek za nagranie debiutanckiego albumu King Crimson, In the Court of the Crimson King Enthoven zastawił swój dom pod hipotekę. Sukces albumu pozwolił obu menedżerom na podpisanie w 1970 roku kontraktu Markiem Bolanem. Dzięki powiązaniom z Gregiem Lake’em sprawowali zarząd menedżerski nad Emerson, Lake and Palmer, a 14 lutego 1972 roku podpisali, z rekomendacji Petera Sinfielda, kontrakt menedżerski z Roxy Music.
Do prowadzenia codziennych spraw firmy Enthoven i Gaydon zatrudnili biznesmena Marka Fenwicka i księgowego Sama Aldera. Szczyt powodzenia E.G. przypadł na lata 1973–1974, pomimo że już w 1971 roku wytwórnię opuścił Gaydon. W 1976 w jego ślady poszedł Enthoven. 
Firmę przejęli wówczas Alder i Fenwick kontynuując wydawanie albumów takich artystów jak: Roxy Music, Bryan Ferry, King Crimson, Brian Eno, czy UK. W 1979 roku Robert Fripp wydał pod szyldem E.G. swój pierwszy album, Exposure. W tym czasie E.G. stała się właściwie wytwórnią płytową, z EG i Editions EG (dystrybuowaną przez Polydor Records). Wznawiała wydawnictwa wytwórni Obscure Records, należącej do Briana Eno. Pod koniec lat 80. E.G. Records opuścił Bryan Ferry.

### Lata 90. Koniec działalności
W latach 90. E.G. znalazła się na krawędzi bankructwa po tym jak Sam Alder i Mark Fenwick ponieśli straty finansowe w wyniku nieudanych inwestycji w Lloyd's of London. Robert Fripp zaskarżył ich obu w trwającym siedem i pół roku sporze prawnym o niezapłacone tantiemy. Ostatecznie walkę wygrał odzyskując prawa autorskie do wszystkich starszych płyt zespołu. Jak stwierdził, wdał się w wojnę pomimo swego pokojowego nastawienia do ludzi, aby stawić czoła tyranii E.G. Records. W efekcie przeniósł katalog King Crimson i swój do własnej wytwórni, Discipline Global Mobile. W 1992 roku E.G. została przejęta przez Virgin Records, a w 1996 roku została w całości wchłonięta przez EMI. Pozostałością po E.G. jest firma menedżerska ie:music, do której klientów należeli, między innymi: Massive Attack, Archive, Sia, Robbie Williams i, przez pewien czas, Brian Ferry.

## Artyści
Lista według Discogs:

- Brian Eno
- Christopher Hobbs
- David Toop
- Emerson, Lake and Palmer
- Gavin Bryars
- Harold Budd
- John Adams
- John Wetton
- Killing Joke
- King Crimson
- McDonald and Giles
- Michael Nyman
- Penguin Cafe Orchestra
- Phil Manzanera
- Robert Fripp
- Roxy Music
- Scritti Politti
- Tangerine Dream
- The Lounge Lizards
- Toyah
- UK